# Calathea lanata
Calathea lanata är en strimbladsväxtart som beskrevs av Otto Georg Petersen. Calathea lanata ingår i släktet Calathea och familjen strimbladsväxter. Inga underarter finns listade.